# 漢密爾頓縣 (愛阿華州)
漢密爾頓縣（英語：Hamilton County）是位於美國愛荷華州中部的一個縣。面積1,496平方公里。根據美國2000年人口普查，共有人口16,438。縣治韋伯斯特市（Webster City）。
成立於1857年1月8日，縣名紀念參議院議長的威廉·W·漢密爾頓。